# Wataru Murofushi
Wataru Murofushi (jap. 室伏 航, Murofushi Wataru; * 13. Juni 1995 in der Präfektur Aichi) ist ein japanischer Fußballspieler.

## Karriere
Wataru Murofushi erlernte das Fußballspielen in der Jugendmannschaft des Minato SC, der Schulmannschaft der Funabashi Municipal High School sowie in der Universitätsmannschaft der Juntendo-Universität. Seinen ersten Vertrag unterschrieb er 2018 in Singapur bei Albirex Niigata, einem Ableger des japanischen Zweitligisten Albirex Niigata, der in der ersten singapurischen Liga, der Singapore Premier League, spielte. Mit dem Verein wurde er 2018 singapurischer Fußballmeister. Im gleichen Jahr gewann er den Singapore Cup, den Singapore FA Cup und den Singapore Community Shield.
Nach einem Jahr verließ er den Klub. Anfang 2019 zog es ihn nach Kanada. Hier unterschrieb er einen Vertrag beim York9 FC. Der Verein, der in der Region York in der  Provinz Ontario beheimatet ist, spielt in der ersten kanadischen Liga, der Canadian Premier League. Zur Saison 2021 benannte sich der Klub in York United um.

## Erfolge
Albirex Niigata (Singapur)
- Singapore Premier League: 2018
- Singapore Cup: 2018
- Singapore FA Cup: 2018
- Singapore Community Shield: 2018

## Auszeichnungen
Singapore Premier League: Spieler des Jahres 2018